# Bremische Integrations-Partei Deutschlands
Die Bremische Integrations-Partei Deutschlands (kurz: BIP; ursprünglich: Bremische Türk Partei) war eine im Oktober 2010 in Bremen gegründete deutsche Kleinpartei. Sie wurde von hauptsächlich türkischstämmigen Einwanderern dominiert und fokussierte sich auf die Integration.
Im September 2011 traten der Vorsitzende Levent Albayrak und sein Stellvertreter Hüseyin Teker in die CDU Bremen über. Seitdem ist die Partei nicht mehr öffentlich in Erscheinung getreten.

## Wahlen
Die Partei trat zur Bürgerschaftswahl in Bremen 2011 an. Wahlplakate und Wahlwerbung sowie Artikel auf der Internetseite waren stets auf Deutsch und auf Türkisch zu lesen. Die Partei erreichte bei der Bürgerschaftswahl ein Ergebnis von 0,3 %.
Nach eigenen Angaben hatte die BIP 2011 etwa 300 Mitglieder.

## Programm
Die Partei wollte, dass mehr Einwanderer in Berufe gelangen, die eine gute Ausbildung voraussetzen, insbesondere in der Polizeitätigkeit.
Sprachkenntnisse wurden als Schlüssel für eine gute Integration angesehen. Daher wollte die Partei Sprachkurse fördern, aber auch andere Projekte für Einwanderer ausbauen und bei frühkindlichen Untersuchungen ansetzen. Schon dort müssten die Ärzte darauf achten, ob die Eltern in der Lage sind, ihren Kindern die Sprache zu vermitteln.

## Kritik
Aus konservativen und rechtsgerichteten Kreisen gab es zur Gründung der Partei kritische Reaktionen: In Internetforen und Leserbriefen wurde vor „türkischen Übernahmeaktivitäten“ gewarnt und der BIP unterstellt, sie wolle „Interessen einer fremden Kultur durchsetzen“.